# Lycorhinus
Lycorhinus là một chi khủng long, được Haughton mô tả khoa học năm 1924.